# Chrysobothris embriki
Chrysobothris embriki es una especie de escarabajo del género Chrysobothris, familia Buprestidae. Fue descrita científicamente por Obenberger en 1932.